# Disney's Coronado Springs Resort
Disney's Coronado Springs Resort est un hôtel à prix modéré de Walt Disney World Resort. Il a ouvert le 1er août 1997 à l'ouest d'Epcot,. Il compte 1967 chambres réparties sur 55 ha en trois villages autour d'un lac de 6 ha, le Lago Dorado.
Il occupe donc une superficie équivalente au parc à thème Parc Disneyland et héberge le plus grand centre de congrès construit par Disney et l'un des plus grands du sud-ouest des États-Unis. Le 16 février 2017, Disney World annonce des agrandissements du Disney's Coronado Springs Resort avec une tour de 15 étages de 500 chambres,.

## Thème
Le thème est le sud-ouest des États-Unis, le Mexique et ses vestiges mayas mais c'est surtout l'architecture hispanique qui prévaut.

## Bâtiments
L'hôtel est l'œuvre de Graham Gund Architects basé à Cambridge dans le Massachusetts qui ont aussi réalisé pour Disney le Disney's Vero Beach Resort.
Les bâtiments sont réparties en cinq secteurs autour du Lago Dorado: El Centro, les Casitas, les Ranchos, le Dig Site et les Cabanas. Ils adoptent un schéma de couleur commun, malgré une architecture différente : le jaune, le rose et le bleu dans des teintes chaudes et pastels. Seuls les Casitas, Ranchos et Cabanas comportent des chambres. L'un des meilleurs moments pour découvrir la beauté de l'hôtel est le coucher du soleil avec les couleurs rougeoyantes se reflétant dans les eaux du Lago Dorado.

### El Centro
El Centro est le cœur de l'hôtel avec les restaurants, les boutiques et le centre de congrès. Il est situé à l'entrée du complexe hôtelier au sud du lac. Il consiste en plusieurs bâtiments aux fonctions diverses juxtaposés. Le hall principal de l'hôtel est surmonté d'un vaste dôme de couleur rose (représenté sur le logo de l'hôtel) et sur sa droite (à l'est) le toit de la réception de l'hôtel est soutenu par une impressionnante charpente.
Derrière un grand hall ressemblant de l'extérieur à un gymnase abrite le restaurant Pepper Market dont l'intérieur adopte la forme d'un marché à ciel ouvert. Un autre juste à côté évoque une église sud-américaine mais accueille un autre restaurant de spécialités "maya", plutôt précolombienne. Derrière un immense bâtiment accueille le centre de congrès.

### Casitas
Les Casitas sont un ensemble de cinq bâtiments de quatre niveaux situé à l'ouest du lac accueillant les suites de l'hôtel dans une évocation d'une ville mexicaine. Les bâtiments s'agencent en plusieurs cours formant une "rue" longeant les courbes du Lago Dorado. Ils sont numérotés de 1 à 5. Le bâtiment no 1 est attaché au Pepper Market et forme avec le no 3 une svastika (aucune signification particulière ici). L'intersection des deux bâtiments est marquée par une place abritée par une verrière. Ensuite le bâtiment no 2 ferme une cour qui se prolonge par une rue séparant le no 2 du no 3.

Le bâtiment no 3 longe le bord du lac puis laisse la place à une cour avec une piscine aménagée au centre de cet espace. 

Ensuite vient le no 4 en forme de W fermant la cour de la piscine puis rejoignant le no 5 qui est en forme de U et abrite une cour.

### Ranchos
Les Ranchos sont situés au nord, de l'autre côté du lac par rapport à El Centro. C'est un ensemble de quatre bâtiments évoquant une pueblo mexicain organisé autour d'une rivière asséchée. Ils font deux niveaux avec une toiture triangulaire et semblent être construits avec des poutres de bois et du torchis. Ils sont numérotés 6a, 6b, 7a et 7b.
Une rue serpente entre les bâtiments et forme deux cours (bat 6b et 7a) et une place entre les trois derniers (donc sauf le 6a).

### Dig Site
Le Dig Site (Site de fouille) est une zone où aurait été découverte les ruines d'un temple maya, de forme pyramidale. À son pied un bassin est utilisé comme piscine. Divers petits bâtiments servent de bars ou hébergent des activités. C'est la zone de loisirs de l'hôtel.

### Cabanas
Les Cabanas sont situés à l'est autour d'une baie du Lago Dorado abritant une plage bordée de palmiers. C'est un ensemble de quatre bâtiments évoquant des cabanes construites en bord de plage. Ils font deux niveaux avec une toiture pointue en "chaume" et sont numérotés 8a, 8b, 9a et 9b.

## Services d'hôtel

### Chambres
Les chambres font 31,5 m² soit un peu moins que les chambres des autres hôtels Disney à prix modérés. Elles contiennent toutes deux lits pour accueillir au maximum 4 personnes. La salle de bains est de taille normale avec sèche-cheveux et miroirs de maquillage ainsi qu'un fer et une table à repasser. La chambre contient aussi une machine à café et un réfrigérateur intégré sans supplément de prix. Un service de livraison de repas ou de pizzas est disponible dans l'hôtel.
Les prix en 2005, d'après le site officiel, pour une nuit débutent à partir de
- 148 $ pour les chambres avec vue sur le Lago Dorado ou les piscines (Water View).
- 133 $ pour les chambres normales
- Les Suites: peuvent accueillir entre 4 et 6 personnes
  - Suite Junior (275 $) pour 6
  - Suite une chambre (560 $) pour 4 ou 6
  - Suite deux chambres Executive (835 $) pour 6

### Restaurants et bars
- Le Maya Grill est une brasserie ouverte le matin et le soir pour des repas de produits de la mer et des viandes grillées.
- Le Pepper Market est un ensemble de plusieurs restaurants (principe de l'aire de restauration). Il est situé dans El Centro et ressemble à une rue couverte sous une grande voûte. Le menu  proposé se compose de pizzas, de pâtes, de hamburgers, de poulet rôti à la broche, de porc au barbecue et bien sûr de spécialités mexicaines : tacos, tostadas et omelettes.
- Le Francisco's est une brasserie située dans El Centro en bordure du lac.
- Siesta's est le nom donné au bar de la piscine du Dig Site proposant des cocktails et des sandwichs.

### Boutique
Panchito Gifts & Sundries est la boutique de l'hôtel qui propose des souvenirs Disney et des articles aux couleurs du Mexique et sud-ouest des États-Unis.

### Activités possibles
- Piscines :
  - Dig Site est la piscine principale au pied d'une pyramide inca de 3 étages. Elle accueille un toboggan se terminant
  - Casitas Pool est située entre le bâtiment 3 et le 4 en bordure du lac
  - Ranchos Pool est située devant le bâtiment 7a
  - Cabanas Pool est située devant le bâtiment 9a en bordure de plage
- Explorer's Playground est une aire de jeux pour les enfants incluse dans le Dig Site
- La Marina est comme son nom l'indique le lieu de location des bateaux pour naviguer sur le Lago Dorado mais aussi pour les vélos.
- Deux établissements sont situés à côté de la piscine des Casitas :
  - La Casa de Belleza est un salon de beauté et un spa
  - La Vida Health Club est un centre de remise en forme.
- Salles de jeux vidéo
  - Iguana Arcade est située dans le Dig Site
  - Jumping Beans Arcade  est située dans El Centro près du grand hall.

### Centre de congrès
C'est un centre de congrès de 22 000 m² sur un seul niveau. Il est accessible à travers deux portes cochères depuis l'agrandissement de 2004. L'extension du bâtiment vers le sud a permis de plus que doubler la surface d'exposition (9 500 m² à l'ouverture) et surtout d'accueillir des grandes manifestations. La porte cochère principale se trouve juste à côté de l'entrée de l'hôtel, légèrement en retrait du hall. La seconde porte cochère est un peu plus éloignée mais possède un accès direct au parking dédié aux congressistes. Entre les deux portes cochères, un espace extérieur, La Mesa Patio permet de faire des réceptions à l'air libre. De même que le Ventanas West Patio et le Ventanas East Patio.
Le centre comprend :
- la Coronado Ballroom de 6 000 m²[1], divisible en 18 salles au maximum, est situé au nord derrière la porte cochère principale.
- la Fiesta Ballroom de 2 100 m², divisible en 10 salles, s'insère entre les deux autres grandes salles et possède une salle secondaire de 845 m².
- la salle Veracruz Exhibit Hall de 8 600 m², divisible en sections de 25 m², est accessible par la porte cochère secondaire ainsi que plusieurs salles moyennes ou petites autour de la Coronado Ballroom.
- Monterrey de 320 m² divisible en 3, à côté de La Mesa Patio.
- Yucatan face à la Fiesta Ballroom divisible en 3.
- Durango divisible en 2, se situe à droite du grand foyer et permet d'accéder au Ventanas East Patio.
- El Paso, Laredo et Sierra divisibles en 2, se répartissent autour du grand foyer
- Acapulco, Baja et Cancun situées sur la droite du grand foyer, sont indivisibles, et permettent d'accéder au Ventanas West Patio.